# Der Kosmos Vogelführer
Der Kosmos Vogelführer (Untertitel: Alle Arten Europas, Nordafrikas und Vorderasiens; schwedischer Originaltitel: Fågelguiden; erste deutschsprachige Ausgabe unter dem Titel Der neue Kosmos-Vogelführer; in Fachkreisen nach dem Hauptautor auch Der Svensson genannt) ist ein Führer zur Bestimmung von Vögeln in Europa, Nordafrika und Vorderasien. Konzept, Beschreibungstexte und Karten stammen vom schwedischen Ornithologen Lars Svensson mit Unterstützung von Peter J. Grant; die Illustrationen wurden von Dan Zetterström  und Killian Mullarney erstellt.
Der Führer beschreibt mit über 900 Arten umfassend die Vogelwelt Europas und des Mittelmeerraumes, einschließlich Durchzüglern, Ausnahmeerscheinungen und eingebürgerter Arten. In mehr als 4.000 Farbzeichnungen werden die wichtigsten Merkmale für die Bestimmung der Tiere dargestellt. Karten zeigen Verbreitungsgebiete und Zugrouten. Trotz des umfangreichen Inhalts ist das Buch im Format kompakt gehalten, so dass es auch als „Feldführer“, d. h. zum Mitführen bei der Beobachtung im Feld, geeignet ist.
Svenssons Vogelführer gilt international als eines der umfassendsten, aktuellen und besten Werke dieser Art und hat sich als Standardwerk der Vogelkunde etabliert. Allein von der ersten Ausgabe wurden mehr als 700.000 Exemplare verkauft, davon mehr als 70.000 in Deutschland. Die deutsche Ausgabe wird unter anderem vom NABU empfohlen.

## Historie
Der Führer wurde erstmals 1999 unter dem schwedischen Originaltitel Fågelguiden veröffentlicht. Er entwickelte sich sehr bald zu einem beliebten Handbuch für Vogelbeobachter in ganz Europa und wurde in 14 Sprachen übersetzt. In deutscher Sprache erschien das Buch, übersetzt von Christine Barthel, im Verlag Franckh-Kosmos (kurz: KOSMOS) unter dem Titel Der neue Kosmos-Vogelführer. Die international sehr beliebte englische Version erschien bei HarperCollins U.K. (kurz: Collins) unter dem Titel Collins Bird Guide.
Zehn Jahre nach der Originalausgabe folgte eine zweite, überarbeitete und ergänzte Auflage. Die Überarbeitung war insbesondere notwendig geworden, da es um die Jahrtausendwende durch neue Erkenntnisse zu beträchtlichen Änderungen in der ornithologischen Taxonomie gekommen war. In deutscher Sprache trug die zweite Auflage, wiederum verlegt von Kosmos, nun übersetzt von Peter H. Barthel, den verkürzten Titel Der Kosmos-Vogelführer (ohne „neue“).
2012 wurde neben der normalen Ausgabe auch eine „Große Ausgabe“ oder „Prachtausgabe“ im Großformat (317 × 223 mm, 444 S.) angeboten.